# Blok 20
Le Blok 20 (en serbe cyrillique : Блок 20) est un quartier de Belgrade, la capitale de la Serbie. Il est situé dans la municipalité de Novi Beograd.
Le Blok 20 fait partie de la communauté locale de Staro Sajmište.

## Localisation
Le Blok 20 est situé sur la rive gauche de la Save. Il est entouré par les Bloks 13, 17, 19, 21 et 22 et par le quartier de Staro Sajmište. Il est bordé par la rue Milentija Popovića à l'ouest, par le Bulevar Mihaila Pupina au nord, par le Zemunski put et par la rue Vladimira Popovića à l'est et au sud.

## Caractéristiques
Dans le Blok se trouvent les Genex Apartments, un complexe qui mêle les immeubles d'affaires et les résidences ; cet ensemble a été construit en 1989.

## Économie

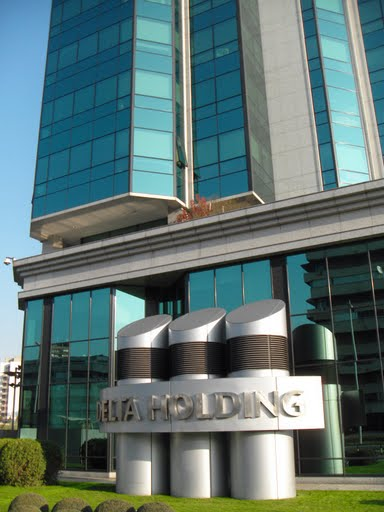
Le siège de la Delta Holding

Au n° 1 de la rue Milentija Popovića, dans le Blok, se trouve le siège belgradois de la Naftna industrija Srbije, la plus importante compagnie pétrolière de Serbie ; elle entre dans la composition du BELEX15, l'indice principal de la Bourse de Belgrade. Le siège social de la Delta Holding est situé au n° 7b de la même rue ; cette société offre un grand choix de services comme l'import-export, la banque, l'assurance ou la grande distribution ; le grand centre commercial de Delta City, à Novi Beograd, lui appartient.
Dans le Blok se trouvent également deux tours du centre d'affaires de Sava City, les tours 1 et 2.
L'hôtel Hyatt Regency Belgrade, un hôtel cinq étoiles, a été construit au 5 rue Milentija Popovića.

## Transports
Le Blok est desservi par de nombreuses lignes de bus de la société GSP Beograd, soit les lignes 16 (Karaburma II - Novi Beograd Pohorska), 68 (Zeleni venac – Novi Beograd Blok 70), 71 (Zeleni venac – Bežanija), 72 (Zeleni venac – Aéroport Nicolas Tesla), 75 (Zeleni venac – Bežanijska kosa), 78 (Banjica II – Zemun Novi grad), 83 (Crveni krst – Zemun Bačka) et 95 (Novi Beograd Blok 45 – Borča III).
Le Blok est également desservi par les lignes de tramway 7 (Ustanička - Blok 45), 7L (Tašmajdan - Blok 45), 9 (Banjica - Blok 45), 11 (Kalemegdan - Blok 45) et 13 (Blok 45 – Banovo brdo).